# سیمونه دی اولیویرا
سیمونه دی اولیویرا (به انگلیسی: Simone de Oliveira) (زاده ۱۱ فوریه ۱۹۳۸) خواننده پرتغالی است.
او نماینده پرتغال در یوروویژن ۱۹۶۵ و یوروویژن ۱۹۶۹ بود.